# Sergio Pelegrín
Sergio Pelegrín López (Barcelona, Barcelona, España, 18 de abril de 1979) es un exfutbolista y entrenador español. Jugaba de defensa central y su último equipo fue el Elche C. F. de la Segunda División de España. Actualmente es entrenador del Elche Ilicitano Club de Fútbol de la Tercera División de España.

## Trayectoria
Sergio Pelegrín comienza su carrera en las categorías inferiores del F.C. Barcelona llegando a ser internacional con la Sub-17, Sub-18 y Sub-20.
Posteriormente, abandona la disciplina culé para fichar por el eterno rival condal el R. C. D. Espanyol, concretamente para reforzar el filial. Tras dos temporadas, una en 2.ºB y otra kkdkdkdlsislsDivisión de España |3.ª]], abandona la disciplina perica.
Inicia un periplo por diferentes conjuntos filiales de la 2.ºB: R. C. D. Mallorca "B" (00-01) y Real Zaragoza "B" (01-03). Ya consolidado en la categoría, en verano de 2003 recala en Girona F.C. para pasar posteriormente al desaparecido Alicante C.F., allí coincidiría con José Bordalás y Sendoa Agirre (actual delegado del Deportivo Alavés). En el conjunto alicantino muestra un nivel aceptable disputando 94 partidos en 3 temporadas sin perder la confianza de sus entrenadores José Bordalás, Felipe Miñambres, Álvaro Cervera y Juan Carlos Granero.
Su buen papel en la división de bronce del fútbol español le vale su fichaje en verano de 2007 por la U.D. Salamanca de la 2.º División. Tras dos temporadas en el Helmántico y otra en el Rayo Vallecano, recala en verano de 2010 en el Elche C. F. (donde se vuelve a encontrar con José Bordalás), club donde vive sus mejores años como jugador consiguiendo en la temporada 2012-2013 el ascenso a Primera. Con el ascenso consigue debutar en la máxima categoría, pero ve reducida su ración de minutos de manera considerable.
En junio de 2015, abandona la disciplina franjiverde' y ficha por el Deportivo Alavés de la Liga Adelante como petición expresa de su nuevo técnico José Bordalás. A lo largo de la temporada se demuestra como un central sobrio formando una de las mejores parejas de central de la categoría junto a Víctor Laguardia y marcando goles importantes como el que marca al Córdoba C.F. en el minuto 89 para dar la victoria al conjunto babazorro. Finalmente, consigue el ascenso a 1.ª División.
Pese a ser titular habitual del equipo, el Alavés prescinde de sus servicios y el mismo 30 de junio de 2016, se confirma su fichaje por el Elche C.F.

## Clubes como jugador
| Club                  | País   | Año       |
| --------------------- | ------ | --------- |
| R. C. D. Espanyol "B" | España | 1999-2000 |
| R. C. D. Mallorca "B" | España | 2000-2001 |
| Real Zaragoza "B"     | España | 2001-2003 |
| Girona F.C.           | España | 2003-2004 |
| Alicante C.F.         | España | 2004-2007 |
| U.D. Salamanca        | España | 2007-2009 |
| Rayo Vallecano        | España | 2009-2011 |
| Elche C. F.           | España | 2010-2014 |
| Deportivo Alavés      | España | 2015-2016 |
| Elche C. F.           | España | 2016-2017 |

## Clubes como entrenador
| Club                           | País   | Año       |
| ------------------------------ | ------ | --------- |
| Elche Ilicitano Club de Fútbol | España | 2018-2020 |